# Unión Galesa de Rugby
La Welsh Rugby Union (en galés: Undeb Rygbi Cymru) es la asociación reguladora del rugby en Gales.
Es el organizador de los torneos como la Premier Division y la Copa de Gales. También promociona las distintas selecciones que representan a Gales en torneos internacionales y mundiales.

## Reseña histórica

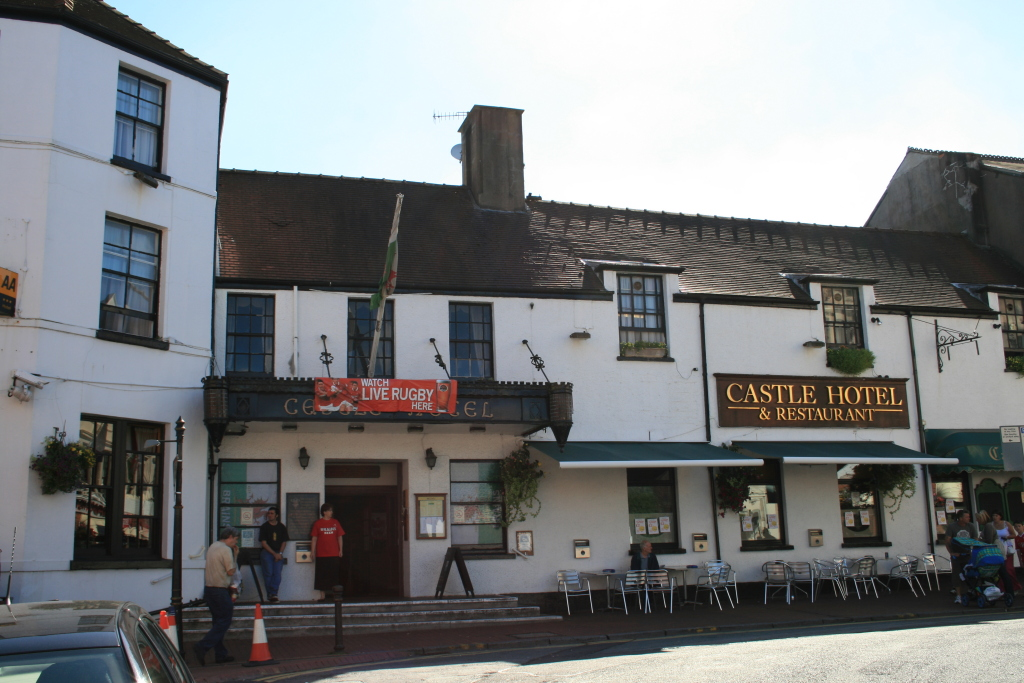
Castle Hotel Neath

La unión de Gales es una de las pioneras en el mundo, se funda el 12 de marzo de 1881 en Neath con 11 clubes miembros. Cyril Chambers fue el primer presidente.
En 1886, junto a la Scottish Rugby Union (Escocia) y la Unión de Rugby Fútbol de Irlanda funda la International Rugby Football Board, hoy conocida como World Rugby.
Cambia al nombre actual en 1934.
Se construye el Millennium Stadium en 1999, un estadio propio que fue el escenario principal de la Copa Mundial de Rugby de 1999 y se ha vuelto a usar en las ediciones de Francia 2007 e Inglaterra 2015.